# Пештере (Караш-Северин)
Пештере (рум. Peștere) насеље је у Румунији у округу Караш-Северин у општини Константин Даиковичу. Oпштина се налази на надморској висини од 215 m.

## Прошлост
Аустријски царски ревизор Ерлер је 1774. године констатовао да место припада Бистричком округу, Карансебешког дистрикта. Становници су били Власи.

## Становништво
Према подацима из 2002. године у насељу је живело 264 становника, од којих су сви румунске националности.